# John Wetton

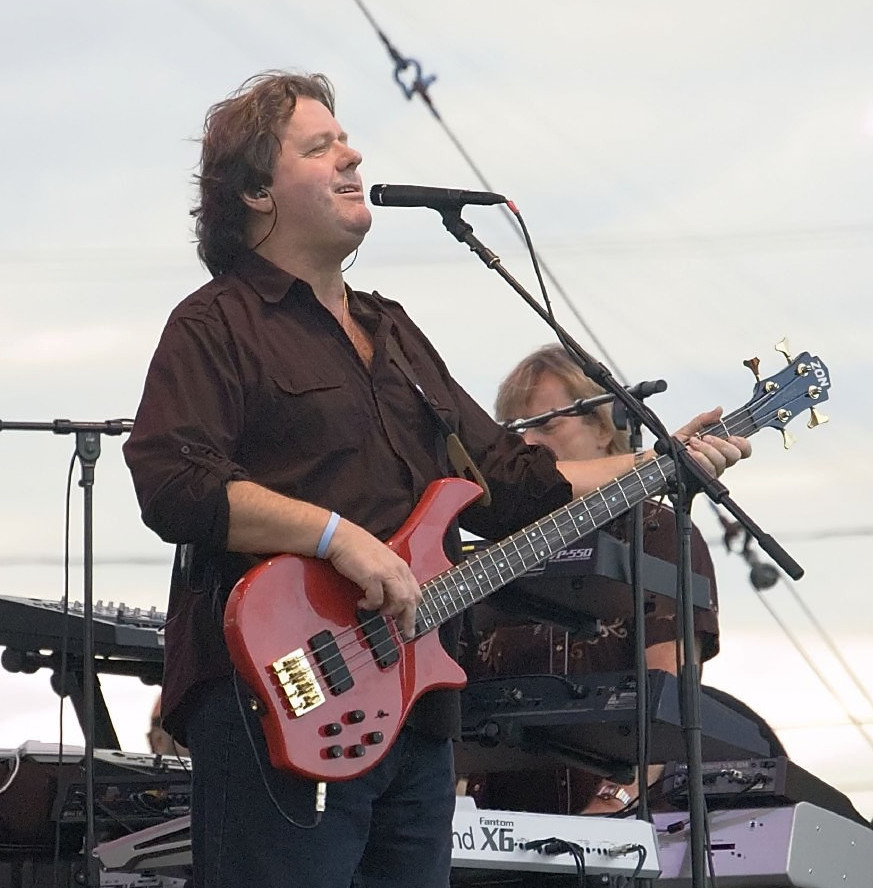
John Wetton

John Kenneth Wetton (Willington, 12 juni 1949 – Bournemouth, 31 januari 2017) was een Brits basgitarist, gitarist en zanger.
Wetton groeide op in Bournemouth, waar hij op school Richard Palmer-James leerde kennen die in een band speelde. Wetton werd in deze band opgenomen en was zodoende sinds het eind van de jaren zestig beroepsmuzikant. Hij was lid van Mogul Thrash, Family, King Crimson (waarbij hij samenwerkte met zijn jeugdvriend Robert Fripp), Roxy Music/Bryan Ferry band, Uriah Heep, UK, Wishbone Ash (album Number the brave) en Asia. Sinds hij Asia in 1992 voor de tweede keer verliet was hij soloartiest.
Wetton stond aanvankelijk bekend om zijn stuwende basspel en improvisatietalent (zoals onder andere blijkt uit King Crimsons The Great Deceiver live box set), maar sinds 1980 was zijn werk meer commercieel geworden. Later legde hij zich minder op de basgitaar toe en meer op een benadering als zanger en liedjesschrijver waarbij hij akoestische gitaar en piano speelde.
Wettons beste opnamen omvatten het King Crimson-album Larks' Tongues In Aspic (1973), UK's debuutalbum UK (1978) en Asia's debuutalbum Asia (1982). Dit laatste verkocht het best van alle albums uit zijn carrière.
Wetton kampte met een alcoholverslaving, die hij uiteindelijk zou hebben overwonnen. In het voorjaar van 2006 voegde hij zich bij de oorspronkelijke bezetting van Asia. In 2007 werd het 25-jarig jubileum van Asia gevierd met het toepasselijke comeback-album Phoenix. In 2009 verscheen Omega en in 2012 XXX, een titel die verwees naar het derde album na de reünie en het feit dat het 30 jaar geleden was dat het eerste Asia-album uitkwam.
Wetton overleed in 2017 op 67-jarige leeftijd aan de gevolgen van kanker.

## Tijdlijn
- Mogul Thrash (1971)
- Gordon Haskell (1972)
- Family (1971–1972)
- Larry Norman (1972)
- King Crimson (1972–1974)
- Roxy Music (1974–1975)
- Uriah Heep (1975–1976)
- U.K. (1977–1980, 2011–2015)
- Jack-Knife (1979)
- Wishbone Ash (1980)
- John Wetton (1980–2017)
- Asia (1981–1983, 1984–1986, 1989–1991, 2006–2017)
- Qango (1999–2000)
- Icon (Wetton/Downes) (2002, 2005–2009)

## Solodiscografie

### Albums
- Caught in the Crossfire, 1980, E'G/Polydor Records
- King's Road, 1972-1980, 1987, E'G/Virgin Records
- One World (met Phil Manzanera), 1987, Geffen Records
- Battle Lines, 1994, Eclipse Records
- Chasing the Dragon (Live), 1995, Eclipse Records
- Akustika (Live), 1996, Blueprint Records
- Arkangel, 1997, Eagle Records
- Chasing the Deer (filmmuziek), 1998, Blueprint Records
- Hazy Money Live in New York, 1998, Blueprint Records
- Live in Tokyo, 1998, Blueprint Records
- Monkey Business (met Richard Palmer-James), 1998, Blueprint Records
- Sub Rosa Live in Japan, 1998, Blueprint Records
- Nomansland Live in Poland, 1999, Giant Electric Pea Records
- Welcome to Heaven, 2000, Avalon Records
- Sinister, 2001, Giant Electric Pea Records
- Live in Argentina, 2002, Blueprint Records
- Live in Stockholm 1998, 2003, Blueprint Records
- Rock of Faith, 2003, Giant Electric Pea Records
- Live in Osaka, 2003, Blueprint Records
- From the Underworld, 2003, Classic Rock Legends
- One Way or Another (met Ken Hensley), 2003, Classic Rock Legends
- Amata, 2004, Metal Mind Records
- Icon (met Geoff Downes), 2005, Frontiers Records/UMe Digital (US)
- Acoustic TV Broadcast (met Geoff Downes), 2006, Frontiers Records
- Icon 2 (met Geoff Downes) (2007)
- Icon 3 (2009)
- Raised in captivity (met o.a. Robert Fripp, Eddie Jobson, Anneke van Giersbergen, Alex Machacek, Geoff Downes), 2011, Frontiers Records

### Ep's
- Heat of the Moment '05 (met Geoff Downes), 2005, Frontiers Records